# Reichstagswahlkreis Königreich Württemberg 2

Die Wahlkreisaufteilung des Deutschen Reichs.

Der Reichstagswahlkreis Königreich Württemberg 2 (in der reichsweiten Durchnummerierung auch Reichstagswahlkreis 309; auch Reichstagswahlkreis Cannstatt–Ludwigsburg genannt) war der zweite Reichstagswahlkreis für das Königreich Württemberg für die Reichstagswahlen im Deutschen Reich und zum Zollparlament von 1868 bis 1918.

## Wahlkreiszuschnitt 1868
Bei der Zollparlamentswahl 1868 umfasste der Wahlkreis Königreich Württemberg 2 die Oberämter Waldsee, Saulgau, Riedlingen und Ehingen. Dieser Landesteil lag ab 1871 in den Reichstagswahlkreises Königreich Württemberg 15, Reichstagswahlkreises Königreich Württemberg 16 und 17. Der Wahlkreis für die Oberämter Cannstatt, Ludwigsburg, Leonberg und Waiblingen trug hingegen 1868 die Nummer Königreich Württemberg 12. Um die räumliche Kontinuität besser abzubilden, zeigt dieser Artikel für die Wahl 1868 daher die Ergebnisse des Wahlkreises Königreich Württemberg 12.

## Wahlkreiszuschnitt ab 1871
Der Wahlkreis umfasste die Oberämter Cannstatt, Ludwigsburg, Marbach und Waiblingen sowie die Stadtteile Cannstatt, Untertürkheim und Wangen der Stadt Stuttgart.
| Jahr | Einwohner |
| ---- | --------- |
| 1890 | 147.709   |
| 1895 | 155.268   |
| 1900 | 165.804   |
| 1905 | 184.677   |
| 1910 | 207.620   |

|      | Landwirtschaft | Industrie und Gewerbe | Handel und Dienstleistungen |
| ---- | -------------- | --------------------- | --------------------------- |
| 1895 | 47,1           | 33,7                  | 19,3                        |
| 1907 | 33,6           | 43,2                  | 23,2                        |

|      | Evangelisch | Katholisch |
| ---- | ----------- | ---------- |
| 1890 | 93,9        | 4,9        |
| 1905 | 91,1        | 7,6        |
| 1910 | 90,0        | 8,7        |

In Württemberg trat die NLP als Deutsche Partei auf. Die amtliche Statistik führte die Abgeordneten zur Vergleichbarkeit mit den Wahlergebnissen in anderen Teilen Deutschlands als NLP, auch waren die württembergischen Reichstagsabgeordneten Mitglieder der Reichstagsfraktion der NLP. Die Darstellung in diesem Artikel folgt dem.

## Abgeordnete
| Wahl                             | Abgeordneter           | Partei                   | Bild |
| -------------------------------- | ---------------------- | ------------------------ | ---- |
| Zollparlamentswahl 1868 bis 1871 | Johann Friedrich Ramm  | fraktionslos-großdeutsch | 0    |
| Reichstagswahl 1871 bis 1872     | August Ludwig Reyscher | NLP                      |      |
| Ersatzwahl 1873 bis 1881         | Karl von Varnbüler     | DRP                      |      |
| Reichstagswahl 1881 bis 1884     | Friedrich Retter       | DtVP                     |      |
| Reichstagswahl 1884 bis 1890     | Ludwig Veiel           | NLP                      | 0    |
| Reichstagswahl 1890 bis 1898     | Ferdinand Schnaidt     | DtVP                     |      |
| Reichstagswahl 1898 bis 1907     | Johannes von Hieber    | NLP                      |      |
| Reichstagswahl 1907 bis 1918     | Wilhelm Keil           | SPD                      |      |

## Wahlen

### 1868
Es fand nur ein Wahlgang statt. 11.278 Stimmen wurden abgegeben.
| Kandidat               | Partei                   | Stimmen | in % | Anmerkungen |
| ---------------------- | ------------------------ | ------- | ---- | ----------- |
| Johann Friedrich Ramm  | fraktionslos-großdeutsch | 6467    | 0    | 0           |
| August Ludwig Reyscher | NLP                      | 4787    | 0    | 0           |
| 0                      | Sonstige                 | 24      | 0    | 0           |

### 1871
Es fand nur ein Wahlgang statt. 22.342 Männer waren wahlberechtigt. 10.195 gültige Stimmen wurden abgegeben, 33 Stimmen waren ungültig. Die Wahlbeteiligung betrug 45,8 %.
| Kandidat               | Partei   | Stimmen | in % | Anmerkungen |
| ---------------------- | -------- | ------- | ---- | ----------- |
| August Ludwig Reyscher | NLP      | 10.150  | 0    | 0           |
| 0                      | Sonstige | 45      | 0    | 0           |

### Ersatzwahl 1873
August Ludwig Reyscher legte das Mandat am 30. Mai 1872 nieder und es kam zu einer Ersatzwahl am 8. März 1873. Es fand nur ein Wahlgang statt. 23.826 Männer waren wahlberechtigt. 13.534 gültige Stimmen wurden abgegeben. Die Wahlbeteiligung betrug 56,8 %.
| Kandidat           | Partei   | Stimmen | in % | Anmerkungen |
| ------------------ | -------- | ------- | ---- | ----------- |
| Karl von Varnbüler | DRP      | 7601    | 0    | 0           |
| Professor Mack     | NLP      | 5878    | 0    | 0           |
| 0                  | Sonstige | 55      | 0    | 0           |

### 1874
Es fand nur ein Wahlgang statt. 24.949 Männer waren wahlberechtigt. 10.287 gültige Stimmen wurden abgegeben, 90 Stimmen waren ungültig. Die Wahlbeteiligung betrug 41,5 %.
| Kandidat           | Partei   | Stimmen | in % | Anmerkungen |
| ------------------ | -------- | ------- | ---- | ----------- |
| Karl von Varnbüler | DRP      | 10.120  | 0    | 0           |
| 0                  | Sonstige | 167     | 0    | 0           |

### 1875
Es fand nur ein Wahlgang statt. 24.773 Männer waren wahlberechtigt. 14.766 gültige Stimmen wurden abgegeben, 123 Stimmen waren ungültig. Die Wahlbeteiligung betrug 57,8 %.
| Kandidat           | Partei   | Stimmen | in % | Anmerkungen |
| ------------------ | -------- | ------- | ---- | ----------- |
| Karl von Varnbüler | DRP      | 12.923  | 0    | 0           |
| Karl Hillmann      | S        | 1600    | 0    | Literat     |
| 0                  | Zentrum  | 111     | 0    | 0           |
| 0                  | Sonstige | 134     | 0    | 0           |

### 1878
Es fand nur ein Wahlgang statt. 26.254 Männer waren wahlberechtigt. 15.946 gültige Stimmen wurden abgegeben, 64 Stimmen waren ungültig. Die Wahlbeteiligung betrug 61,0 %.
| Kandidat           | Partei   | Stimmen | in % | Anmerkungen |
| ------------------ | -------- | ------- | ---- | ----------- |
| Karl von Varnbüler | DRP      | 12.942  | 0    | 0           |
| Stockmayer         | V        | 2756    | 0    | 0           |
| Rudolf Probst      | Zentrum  | 196     | 0    | 0           |
| 0                  | Sonstige | 52      | 0    | 0           |

### 1881
Es fand nur ein Wahlgang statt. 25.911 Männer waren wahlberechtigt. 15.987 gültige Stimmen wurden abgegeben, 94 Stimmen waren ungültig. Die Wahlbeteiligung betrug 62,1 %.
| Kandidat           | Partei   | Stimmen | in % | Anmerkungen |
| ------------------ | -------- | ------- | ---- | ----------- |
| Friedrich Retter   | V        | 9312    | 0    | 0           |
| Karl von Varnbüler | DRP      | 6511    | 0    | 0           |
| Ludwig Windthorst  | Zentrum  | 78      | 0    | 0           |
| Dr. Dulk           | S        | 72      | 0    | 0           |
| 0                  | Sonstige | 14      | 0    | 0           |

### 1884
Es fand nur ein Wahlgang statt. 25.569 Männer waren wahlberechtigt. 13.318 gültige Stimmen wurden abgegeben, 31 Stimmen waren ungültig. Die Wahlbeteiligung betrug 52,8 %.
| Kandidat     | Partei   | Stimmen | in % | Anmerkungen |
| ------------ | -------- | ------- | ---- | ----------- |
| Ludwig Veiel | NLP      | 7143    | 0    | 0           |
| 0            | V        | 5533    | 0    | 0           |
| 0            | S        | 597     | 0    | 0           |
| 0            | Sonstige | 45      | 0    | 0           |

### 1887
Die Kartellparteien NLP und Konservative unterstützten Veiel. Es fand nur ein Wahlgang statt. 26.548 Männer waren wahlberechtigt. 19.523 gültige Stimmen wurden abgegeben, 162 Stimmen waren ungültig. Die Wahlbeteiligung betrug 74,1 %.
| Kandidat     | Partei   | Stimmen | in % | Anmerkungen |
| ------------ | -------- | ------- | ---- | ----------- |
| Ludwig Veiel | NLP      | 17.389  | 0    | 0           |
| 0            | V        | 307     | 0    | 0           |
| 0            | Zentrum  | 167     | 0    | 0           |
| 0            | S        | 1608    | 0    | 0           |
| 0            | Sonstige | 52      | 0    | 0           |

### Ersatzwahl 1887
Veiel wurde zum Landgerichtsrat ernannt und legte daher am 10. Juli 1887 sein Mandat nieder. Daher erfolgte eine Ersatzwahl am 9. September 1887. Es fand nur ein Wahlgang statt. 26.548 Männer waren wahlberechtigt. 13.027 gültige Stimmen wurden abgegeben, 39 Stimmen waren ungültig. Die Wahlbeteiligung betrug 48,9 %.
| Kandidat     | Partei     | Stimmen | in % | Anmerkungen |
| ------------ | ---------- | ------- | ---- | ----------- |
| Ludwig Veiel | NLP        | 10.204  | 0    | 0           |
| 0            | V          | 63      | 0    | 0           |
| 0            | Unabhängig | 2735    | 0    | 0           |
| 0            | Sonstige   | 25      | 0    | 0           |

### 1890
Die Kartellparteien NLP und Konservative unterstützten erneut Veiel. Es fanden zwei Wahlgänge statt. 27.260 Männer waren wahlberechtigt. 18.161 gültige Stimmen wurden im ersten Wahlgang abgegeben, 59 Stimmen waren ungültig. Die Wahlbeteiligung betrug 66,6 %.
| Kandidat                              | Partei   | Stimmen | in %   | Anmerkungen               |
| ------------------------------------- | -------- | ------- | ------ | ------------------------- |
| Ferdinand Schnaidt                    | DVP      | 6237    | 34,4 % | 0                         |
| Ludwig Veiel                          | NLP      | 8411    | 46,5 % | 0                         |
| J. Stern                              | SPD      | 3220    | 17,8 % | Schriftsteller, Stuttgart |
| Heinrich Adelmann von Adelmannsfelden | Zentrum  | 217     | 1,2 %  | 0                         |
|                                       | Sonstige | 17      | 0,1 %  | 0                         |

SPD und Zentrum riefen in der Stichwahl zur Wahl von Schnaidt auf. In der Stichwahl wurden 21.310 gültige Stimmen abgegeben, 33 Stimmen waren ungültig. Die Wahlbeteiligung betrug 78,2 %.
| Kandidat           | Partei | Stimmen | in %   | Anmerkungen |
| ------------------ | ------ | ------- | ------ | ----------- |
| Ferdinand Schnaidt | DVP    | 11.371  | 53,4 % | 0           |
| Ludwig Veiel       | NLP    | 9906    | 46,5 % | 0           |

### 1893
Die Zusammenarbeit von Konservativen und NLP wurde fortgesetzt. Es fanden zwei Wahlgänge statt. 28.675 Männer waren wahlberechtigt. 20.598 gültige Stimmen wurden im ersten Wahlgang abgegeben, 45 Stimmen waren ungültig. Die Wahlbeteiligung betrug 71,8 %.
| Kandidat           | Partei   | Stimmen | in %   | Anmerkungen                 |
| ------------------ | -------- | ------- | ------ | --------------------------- |
| Ferdinand Schnaidt | DVP      | 8261    | 40,2 % | 0                           |
| Louis Kallenberg   | NLP      | 7234    | 35,2 % | Fabrikant, MdG, Ludwigsburg |
| Meinrad Glaser     | SPD      | 4865    | 23,7 % | 0                           |
| Eckard             | Zentrum  | 171     | 0,8 %  | Dr., Redakteur, Stuttgart   |
|                    | Sonstige | 22      | 0,1 %  | 0                           |

Das Zentrum rief in der Stichwahl zur Wahl von Schnaidt auf. In der Stichwahl wurden 20.558 gültige Stimmen abgegeben, 27 Stimmen waren ungültig. Die Wahlbeteiligung betrug 71,7 %.
| Kandidat           | Partei | Stimmen | in %   | Anmerkungen |
| ------------------ | ------ | ------- | ------ | ----------- |
| Ferdinand Schnaidt | DVP    | 12.535  | 61,1 % | 0           |
| Louis Kallenberg   | NLP    | 7999    | 38,9 % | 0           |

### 1898
Der Kartellkandidat wurde auch vom BdL unterstützt. Es fanden zwei Wahlgänge statt. 31.813 Männer waren wahlberechtigt. 22.144 gültige Stimmen wurden im ersten Wahlgang abgegeben, 40 Stimmen waren ungültig. Die Wahlbeteiligung betrug 69,6 %.
| Kandidat            | Partei   | Stimmen | in %   | Anmerkungen                    |
| ------------------- | -------- | ------- | ------ | ------------------------------ |
| Ferdinand Schnaidt  | DVP      | 4604    | 20,8 % | 0                              |
| Johannes von Hieber | NLP      | 9819    | 44,4 % | 0                              |
| Bernhard Tauscher   | SPD      | 7239    | 32,8 % | Schriftsteller, MdG, Stuttgart |
| Adolf Gröber        | Zentrum  | 435     | 2,0 %  | 0                              |
|                     | Sonstige | 7       | 0,0 %  | 0                              |

Die DVP im Wahlkreis rief zur Wahl von Hieber auf, obwohl die DVP im Land ein Stichwahlabkommen mit den Sozialdemokraten getroffen hatten, das eine Unterstützung der SPD vorsah. Die Freisinniger Volkspartei unterstützte die SPD, das Zentrum rief zur Stimmenthaltung auf. In der Stichwahl wurden 24.583 gültige Stimmen abgegeben, 94 Stimmen waren ungültig. Die Wahlbeteiligung betrug 77,3 %.
| Kandidat            | Partei | Stimmen | in %   | Anmerkungen |
| ------------------- | ------ | ------- | ------ | ----------- |
| Johannes von Hieber | NLP    | 14.342  | 58,6 % | 0           |
| Tauscher            | SPD    | 10.147  | 41,4 % | 0           |

### 1903
Der BdL weigerte sich zunächst, Hieber zu unterstützen, da die NLP in den Wahlkreisen 318 und 319 mit den linksliberalen zusammengearbeitet hatte, stellte zuletzt aber doch keinen Gegenkandidaten auf. Es fanden zwei Wahlgänge statt. 36.128 Männer waren wahlberechtigt. 27.965 gültige Stimmen wurden im ersten Wahlgang abgegeben, 48 Stimmen waren ungültig. Die Wahlbeteiligung betrug 77,4 %.
| Kandidat            | Partei   | Stimmen | in %   | Anmerkungen       |
| ------------------- | -------- | ------- | ------ | ----------------- |
| Lähner              | DVP      | 2759    | 9,9 %  | Lehrer, Stuttgart |
| Johannes von Hieber | NLP      | 13.001  | 46,6 % | 0                 |
| Tauscher            | SPD      | 11.533  | 41,1 % | 0                 |
| Adolf Gröber        | Zentrum  | 608     | 2,2 %  | 0                 |
|                     | Sonstige | 16      | 0,0 %  | 0                 |

Das Zentrum rief bei der Stichwahl zur Stimmenthaltung auf. In der Stichwahl wurden 30.474 gültige Stimmen abgegeben, 126 Stimmen waren ungültig. Die Wahlbeteiligung betrug 84,4 %.
| Kandidat            | Partei | Stimmen | in %   | Anmerkungen |
| ------------------- | ------ | ------- | ------ | ----------- |
| Johannes von Hieber | NLP    | 16.857  | 55,5 % | 0           |
| Tauscher            | SPD    | 13.491  | 44,5 % | 0           |

### 1907
Der BdL weigerte sich zunächst Hieber zu unterstützen, da die NLP im Wahlkreis 310 nicht den BdL-Kandidaten unterstützte. Auch die Linksliberalen hatten Einwände. Letztlich fand sich aber ein breites Bündnis aller bürgerlicher Parteien außer dem Zentrum hinter Hieber zusammen. Es fand ein Wahlgang statt. 40.754 Männer waren wahlberechtigt. 34.542 gültige Stimmen wurden abgegeben, 150 Stimmen waren ungültig. Die Wahlbeteiligung betrug 84,8 %.
| Kandidat            | Partei   | Stimmen | in %   | Anmerkungen |
| ------------------- | -------- | ------- | ------ | ----------- |
| Johannes von Hieber | NLP      | 18.787  | 54,6 % | 0           |
| Wilhelm Keil        | SPD      | 15.488  | 45,0 % | 0           |
| Adolf Gröber        | Zentrum  | 98      | 0,3 %  | 0           |
|                     | Sonstige | 19      | 0,1 %  | 0           |

### 1910
Hieber wurde zum Vorstand des evangelischen Oberschulrates im Range eines Regierungsdirektors befördert und verlor dadurch sein Mandat. Ursprünglich wollte die NLP den Rechtsanwalt List als Kandidaten benennen. Um die Unterstützung der linksliberalen zu erhalten, einigte man sich auf Oettinger als gesamtliberalen Kandidaten. Die Konservativen unterstützten den Kandidaten des BdL. Es fand ein Wahlgang am 30. Juli 1910 statt. 33.278 gültige Stimmen wurden abgegeben, 98 Stimmen waren ungültig. Die Wahlbeteiligung betrug 73,7 %.
| Kandidat      | Partei   | Stimmen | in %   | Anmerkungen                  |
| ------------- | -------- | ------- | ------ | ---------------------------- |
| Theodor Wolff | BdL      | 4930    | 14,9 % | 0                            |
| Oettinger     | NLP      | 9528    | 28,7 % | Ziegeleibesitzer, Waiblingen |
| Wilhelm Keil  | SPD      | 18.708  | 56,4 % | 0                            |
|               | Sonstige | 14      | 0,0 %  | 0                            |

### 1912
BdL, Zentrum und Konservative unterstützen den konservativen Kandidaten. Es fand ein Wahlgang statt. 47.581 Männer waren wahlberechtigt. 40.389 gültige Stimmen wurden abgegeben, 154 Stimmen waren ungültig. Die Wahlbeteiligung betrug 84,9 %.
| Kandidat                    | Partei   | Stimmen | in %   | Anmerkungen                                                      |
| --------------------------- | -------- | ------- | ------ | ---------------------------------------------------------------- |
| Wilhelm Pergler von Perglas | K        | 6595    | 16,4 % | 0                                                                |
| Heinrich Kreuser            | NLP      | 12.531  | 31,1 % | Dr. Medizinalrat, Direktor der königlichen Heilanstalt Winnental |
| Wilhelm Keil                | SPD      | 20.604  | 51,2 % | 0                                                                |
| Adolf Gröber                | Zentrum  | 470     | 1,2 %  | 0                                                                |
|                             | Sonstige | 35      | 0,1 %  | 0                                                                |